# Isaac Promise
Isaac Promise (2. prosince 1987, Zaria – 2. října 2019) byl nigerijský fotbalový útočník, který naposledy hrál v americkém fotbalovém klubu Austin Bold FC.

## Klubová kariéra
Jedná se o odchovance nigerijského klubu Grays International. V roce 2005 začal svou profesionální kariéru v Turecku. Vybral si ho tým Gençlerbirliği SK, ve kterém strávil 3 sezony a v 88 zápasech vstřelil 27 branek. V roce 2008 se stěhoval do Trabzonsporu, kde se však trvaleji neprosadil, a v létě 2009 byl poslán na hostování do Manisasporu, kam poté přestoupil. Od léta 2012 působí v Antalyasporu, kde se v roce 2013 stal jeho spoluhráčem český útočník Milan Baroš.

## Reprezentační kariéra
Byl kapitánem národního týmu do 23 let, který na olympiádě v Pekingu 2008 získal stříbrné medaile.